# Neuseeländische Cricket-Nationalmannschaft in Bangladesch in der Saison 2010/11
Die Tour der neuseeländischen Cricket-Nationalmannschaft nach Bangladesch in der Saison 2010/11 fand vom 5. Februar bis zum 17. Oktober 2010 statt. Die internationale Cricket-Tour war Bestandteil der Internationalen Cricket-Saison 2010/11 und umfasste fünf ODIs. Bangladesch gewann die Serie 4–0.

## Vorgeschichte
Für beide Mannschaften war es die erste Tour der Saison. Das letzte Aufeinandertreffen der beiden Mannschaften bei einer Tour fand in der Saison 2009/10 in Neuseeland statt.

## Stadien
Die folgende Stadien wurden als Austragungsorte festgelegt.
| Stadion                                | Stadt | Kapazität | Spiele      |
| -------------------------------------- | ----- | --------- | ----------- |
| Sher-e-Bangla National Cricket Stadium | Dhaka | 26.000    | 1. – 5. ODI |

## Kaderlisten
Neuseeland benannte seinen Kader am 12. September 2010.
Bangladesch benannte seinen Kader am 13. September 2010.
| ODI | ODI |
| Bangladesch | Neuseeland |
| --- | --- |
| - Mashrafe Mortaza (K) - Abdur Razzak - Imrul Kayes - Jahurul Islam - Junaid Siddique - Mahmudullah - Mushfiqur Rahim (wk) - Naeem Islam - Raqibul Hasan - Rubel Hossain - Shafiul Islam - Shahriar Nafees - Shakib Al Hasan - Suhrawadi Shuvo | - Daniel Vettori (K) - Hamish Bennett - Grant Elliott - Brendon McCullum (wk) - Nathan McCullum - Andy McKay - Kyle Mills - Aaron Redmond - Jesse Ryder - Tim Southee - Shanan Stewart - Ross Taylor - Daryl Tuffey - BJ Watling - Kane Williamson |

## One-Day Internationals

### Erstes ODI in Dhaka
| 5. Oktober Scorecard | Dhaka | Bangladesch 228 (49.3)                      | – | Neuseeland 200-8 (37/37) |
|                      |       | Bangladesch gewinnt mit 9 Runs (D/L method) |   |                          |

### Zweites ODI in Dhaka
| 8. Oktober Scorecard | Dhaka | Neuseeland     | – | Bangladesch |
|                      |       | Spiel abgesagt |   |             |

### Drittes ODI in Dhaka
| 11. Oktober Scorecard | Dhaka | Neuseeland 173 (42.5)             | – | Bangladesch 177-3 (40) |
|                       |       | Bangladesch gewinnt mit 7 Wickets |   |                        |

### Viertes ODI in Dhaka
| 14. Oktober Scorecard | Dhaka | Bangladesch 241 (48.1)         | – | Neuseeland 232 (49.3) |
|                       |       | Bangladesch gewinnt mit 9 Runs |   |                       |

### Fünftes ODI in Dhaka
| 17. Oktober Scorecard | Dhaka | Bangladesch 174 (44.5)         | – | Neuseeland 171 (49.3) |
|                       |       | Bangladesch gewinnt mit 3 Runs |   |                       |

## Statistiken
Die folgenden Cricketstatistiken wurden bei dieser Tour erzielt.
| ODIs            | ODIs        | ODIs    | ODIs    | ODIs    | ODIs    | ODIs    | ODIs    | ODIs    |
| Batting         | Batting     | Batting | Batting | Batting | Batting | Batting | Batting | Batting |
| Spieler         | Mannschaft  | Spiele  | Innings | Runs    | Average | HS      | 100s    | 50s     |
| --------------- | ----------- | ------- | ------- | ------- | ------- | ------- | ------- | ------- |
| Shakib Al Hasan | Bangladesch | 4       | 4       | 213     | 71,00   | 106     | 1       | 1       |
| Imrul Kayes     | Bangladesch | 4       | 4       | 137     | 34,25   | 50      | 0       | 1       |
| Shahriar Nafees | Bangladesch | 4       | 4       | 119     | 29,75   | 73      | 0       | 1       |
| Ross Taylor     | Neuseeland  | 4       | 4       | 110     | 36,66   | 62*     | 0       | 1       |
| Kane Williamson | Neuseeland  | 2       | 2       | 108     | 54,00   | 108     | 1       | 0       |
| Bowling         |             |         |         |         |         |         |         |         |
| Spieler         | Mannschaft  | Spiele  | Overs   | Wickets | Average | BBI     | 5W      | 10W     |
| Shakib Al Hasan | Bangladesch | 4       | 37      | 11      | 15,90   | 4/41    | 0       | 0       |
| Kyle Mills      | Neuseeland  | 4       | 29.5    | 8       | 19,50   | 3/36    | 0       | 0       |
| Daniel Vettori  | Neuseeland  | 4       | 40      | 7       | 18,85   | 3/32    | 0       | 0       |
| Rubel Hossain   | Bangladesch | 3       | 27.3    | 6       | 17,66   | 4/25    | 0       | 0       |
| Suhrawadi Shuvo | Bangladesch | 3       | 28      | 5       | 18,00   | 3/14    | 0       | 0       |
| Andy McKay      | Neuseeland  | 3       | 24      | 5       | 22,60   | 2/34    | 0       | 0       |
| Abdur Razzak    | Bangladesch | 4       | 38      | 5       | 30,00   | 2/34    | 0       | 0       |

## Player of the Series
Als Player of the Series wurden die folgenden Spieler ausgezeichnet.
| Serie | Player of the Series |
| ----- | -------------------- |
| ODI   | Shakib Al Hasan      |

### Player of the Match
Als Player of the Match wurden die folgenden Spieler ausgezeichnet.
| Spiel  | Player of the Match |
| ------ | ------------------- |
| 1. ODI | Shakib Al Hasan     |
| 3. ODI | Suhrawadi Shuvo     |
| 4. ODI | Shakib Al Hasan     |
| 5. ODI | Rubel Hossain       |